# Mqabba
Mqabba
 (pronuncia M Abba; forma estesa in maltese L-Imqabba; in italiano storico Micabba o Casal Micabiba) è un villaggio nel sud di Malta.
Con 3 315 abitanti al 2014, Mqabba ha le caratteristiche di un tipico villaggio maltese, con la quiete prevalente nelle piccole vie del villaggio. Mqabba è stata costruita intorno alla chiesa parrocchiale, il punto di riferimento del villaggio. La chiesa è dedicata all'Assunta, e la sua festa si svolge ogni 15 agosto. La festa della Madonna del Giglio (Madonna tal-Gilju) si celebra la terza domenica di giugno.
I due club band del villaggio si trovano sulla piazza. Le feste del villaggio sono popolari tra i residenti. Altre feste celebrate sono la festa dell'Immacolata Concezione, la Madonna Addolorata, il Corpus Domini e la Madonna del Santo Rosario.
Altri punti di attrazione del villaggio includono cappelle dedicate alla Madonna Addolorata, a San Basilio, a San Michele e a Santa Caterina. Mqabba ha anche 139 metri cubi di catacombe scoperte negli anni '60.
Il motto del villaggio è 'Non Nisi Per Ardua' che si traduce in 'Solo con Abilità'.

## Storia
L'importanza di Mqabba è dimostrata dai resti archeologici che si trovano nelle vicinanze. Animali preistorici sono stati trovati in caverne a Ta 'Kandja e "Tax-Xantin".
Sepolture dal tardo neolitico al periodo di Tarxien sono state trovate in una caverna naturale alla periferia di Mqabba, in un sito noto come "Bur Meghez", nel luogo della cava di Tan-Naxxari.
Una delle scoperte più importanti di Mqabba sono le catacombe paleocristiane di Mintna, trovate in Diamond Jubilee Square nel 1860 dal dottor A. A. Caruana e dal capitano Strickland. Il tavolo rituale noto come il tavolo dell'"Agape" domina l'intera struttura delle tombe. I dettagli archeologici sono stati studiati da Mayr. Becker, Zammit e Bellanti.

## Monumenti
Strutture importanti includono la torre Vincenti.
La chiesa principale è dedicata all'Assunta della Madonna e la sua festa si celebra il 15 agosto; L'Assunzione è anche celebrata in Casal Crendi, Casal Gudia, Casal Asciach, Casal Musta, Casal Attard e Rabato del Castello. 
La festa dell'Immacolata Concezione è celebrata la domenica prossima all'8 dicembre. La festa della Madonna del Giglio si celebra la terza domenica di giugno.
La statua titolare della chiesa, quella dell'Assunzione della Beata Madre di Dio, è stata fatta da Alessandro Farruggia nel 1836 ed è stata simile alla statua dell'Assunta che si trova a Casal Asciach, in legno. La foto mostra la statua nella sua forma originale, come era prima del 1928, quando un nuovo sarcofago in argento sostituì l'originale legno visto nell'immagine. A parte il sarcofago, la statua stessa non ha perso nessuna delle sue caratteristiche.

## Festival dei fuochi d'artificio
La festa parrocchiale organizzata tra l'8 e il 15 agosto porta gli appassionati di fuochi d'artificio a Micabba, dove sorge la fabbrica di fuochi d'artificio di Santa Maria, un gruppo di fuochi d'artificio di fama mondiale. Il gruppo ha vinto la prima edizione del Festival internazionale dei fuochi d'artificio di Malta nel 2006 e ha portato l'onore più importante nella storia del villaggio quando ha vinto i Campionati del mondo dei fuochi d'artificio Caput Lucis nel 2007, a Valmontone in provincia di Roma in Italia in competizione con sette delle più famose aziende di fuochi d'artificio.
Le manifestazioni secondarie di fuochi d'artificio si svolgono nella 3ª settimana di giugno di ogni anno, la festa in onore di Nostra Signora delle Gigli. Ogni giorno della festa vengono organizzati fuochi d'artificio di terra e d'aria. Il principale evento fuochi d'artificio si svolge sabato, la vigilia della festa.
Il 18 giugno 2011 è stata inaugurata una ruota a fuochi d'artificiale (Ruota di Caterina) con un diametro di 32 metri, progettata dalla fabbrica dei fuochi artificiali Lily per la vigilia della festa del paese dedicata alla Madonna del Giglio.

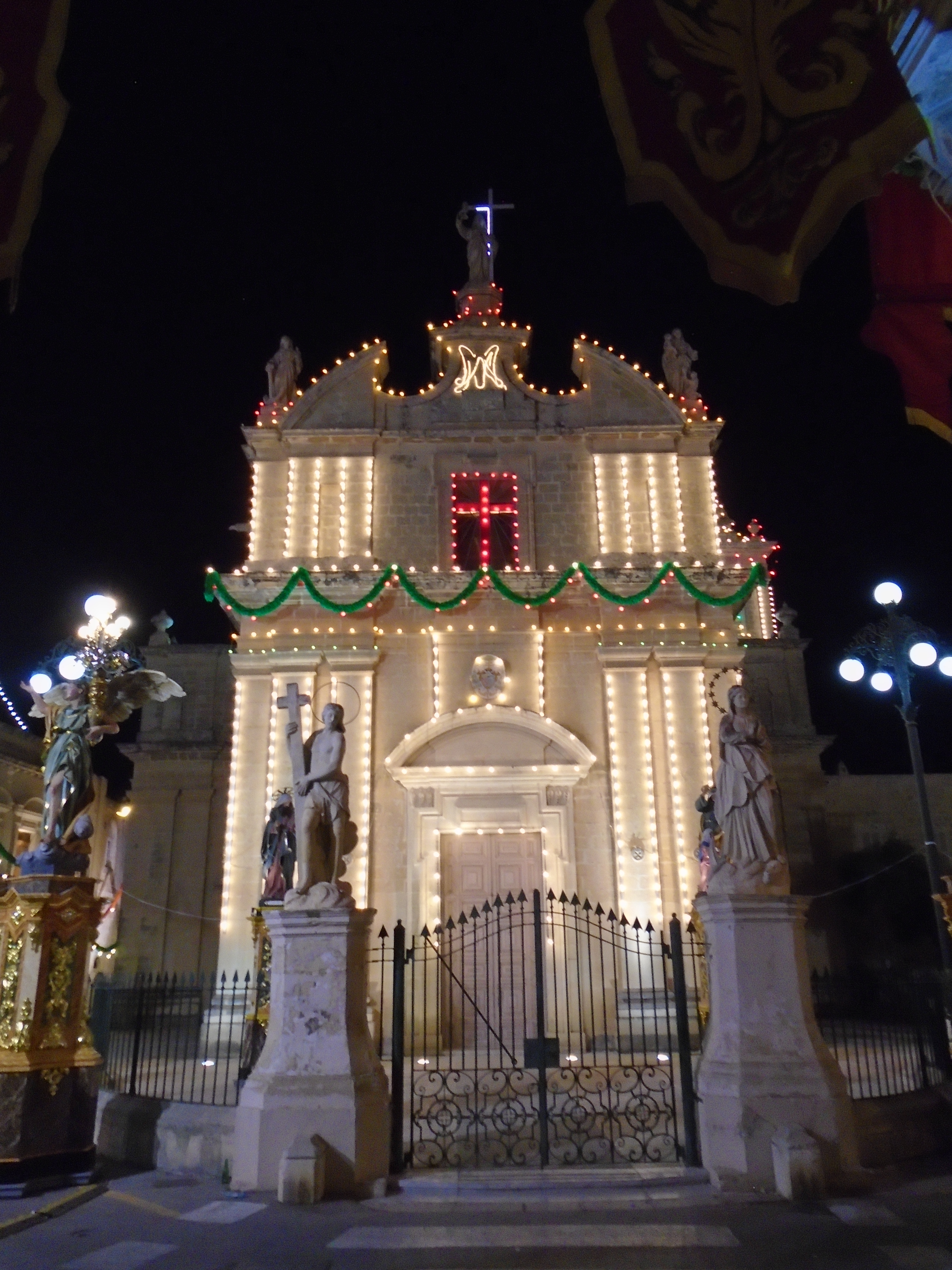
Chiesa parrocchiale a festa
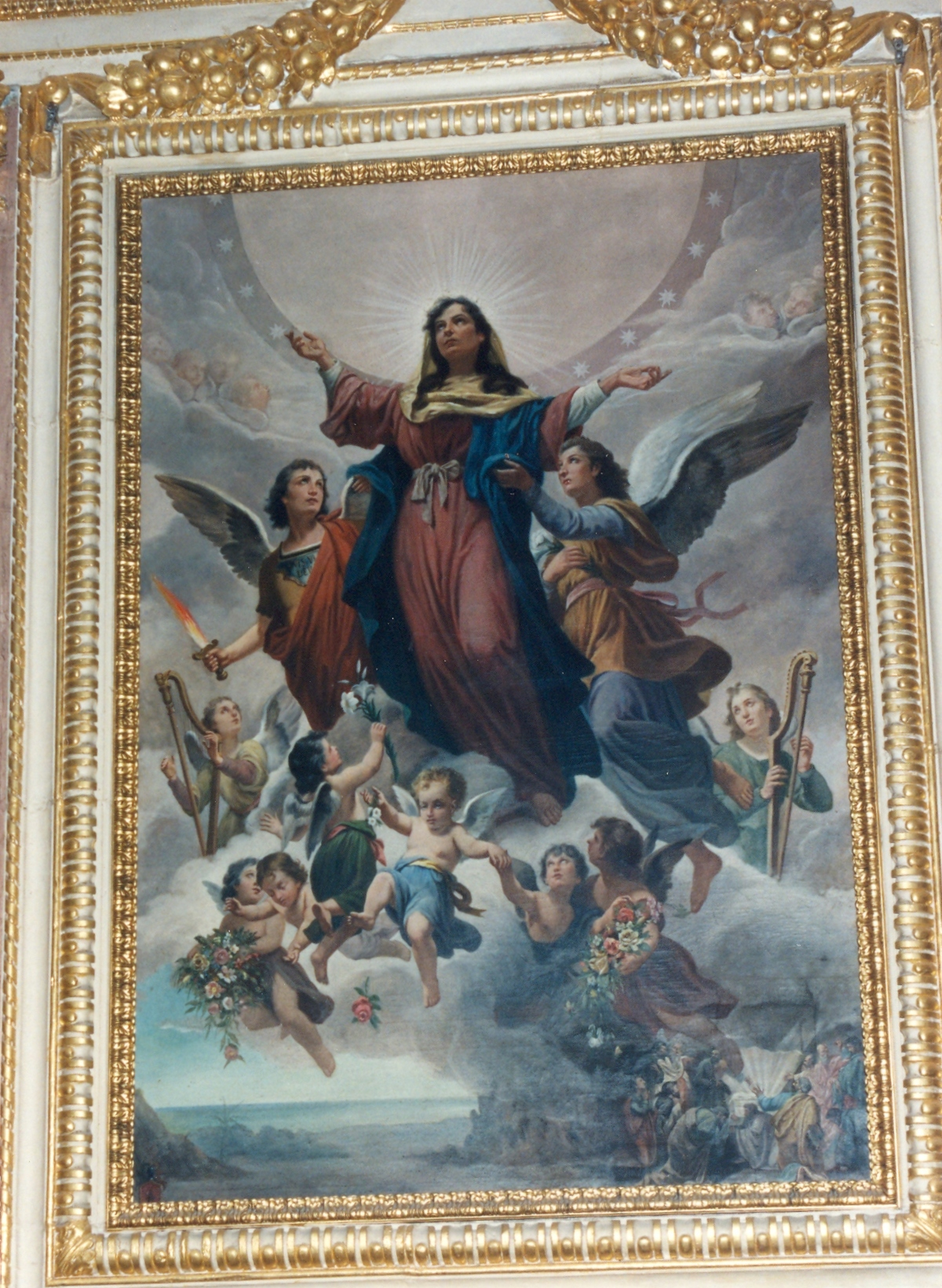
Pala d'altare dell'Assunta
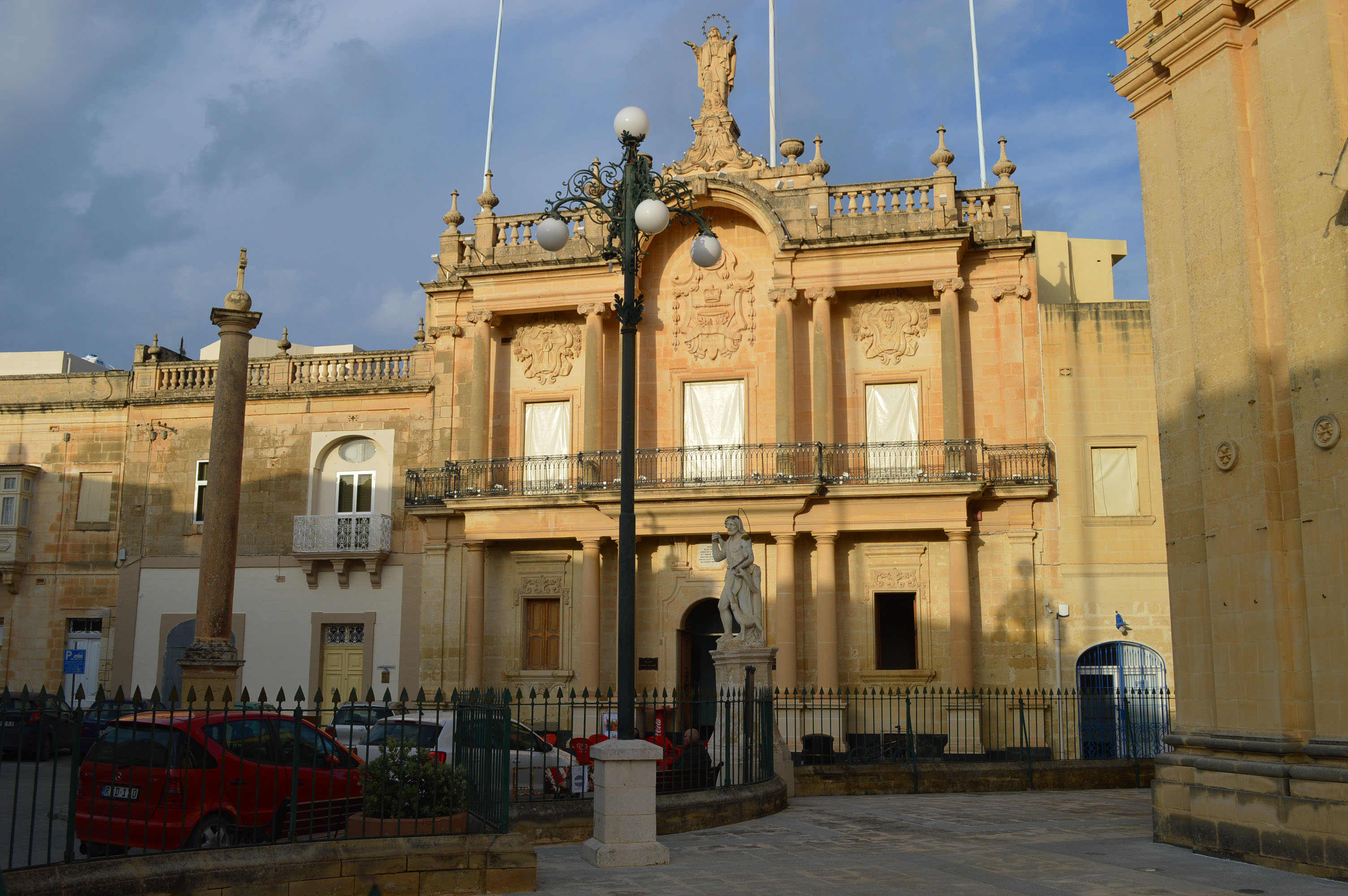
Piazza della Chiesa
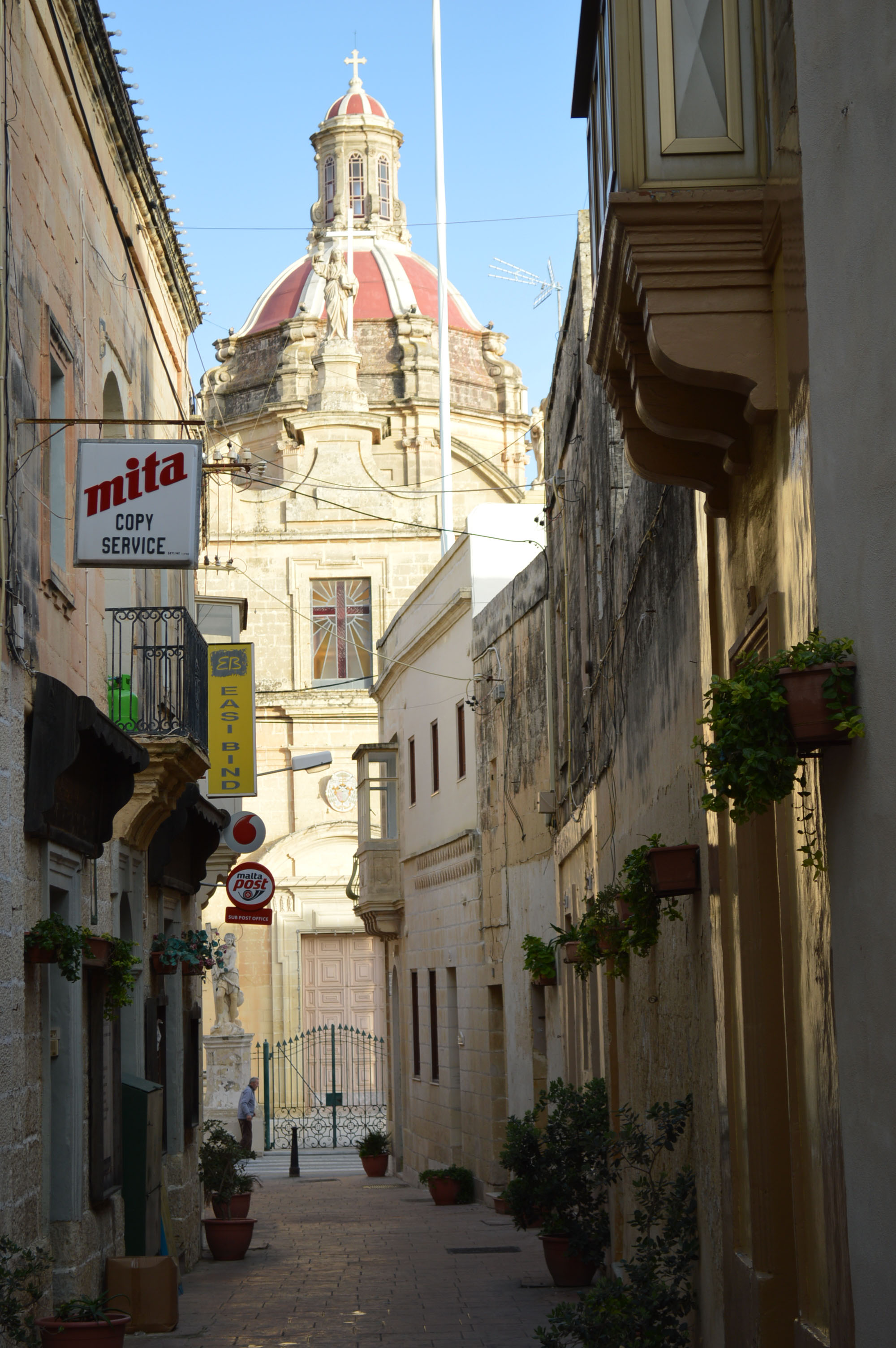
Triq il-Parroċċa
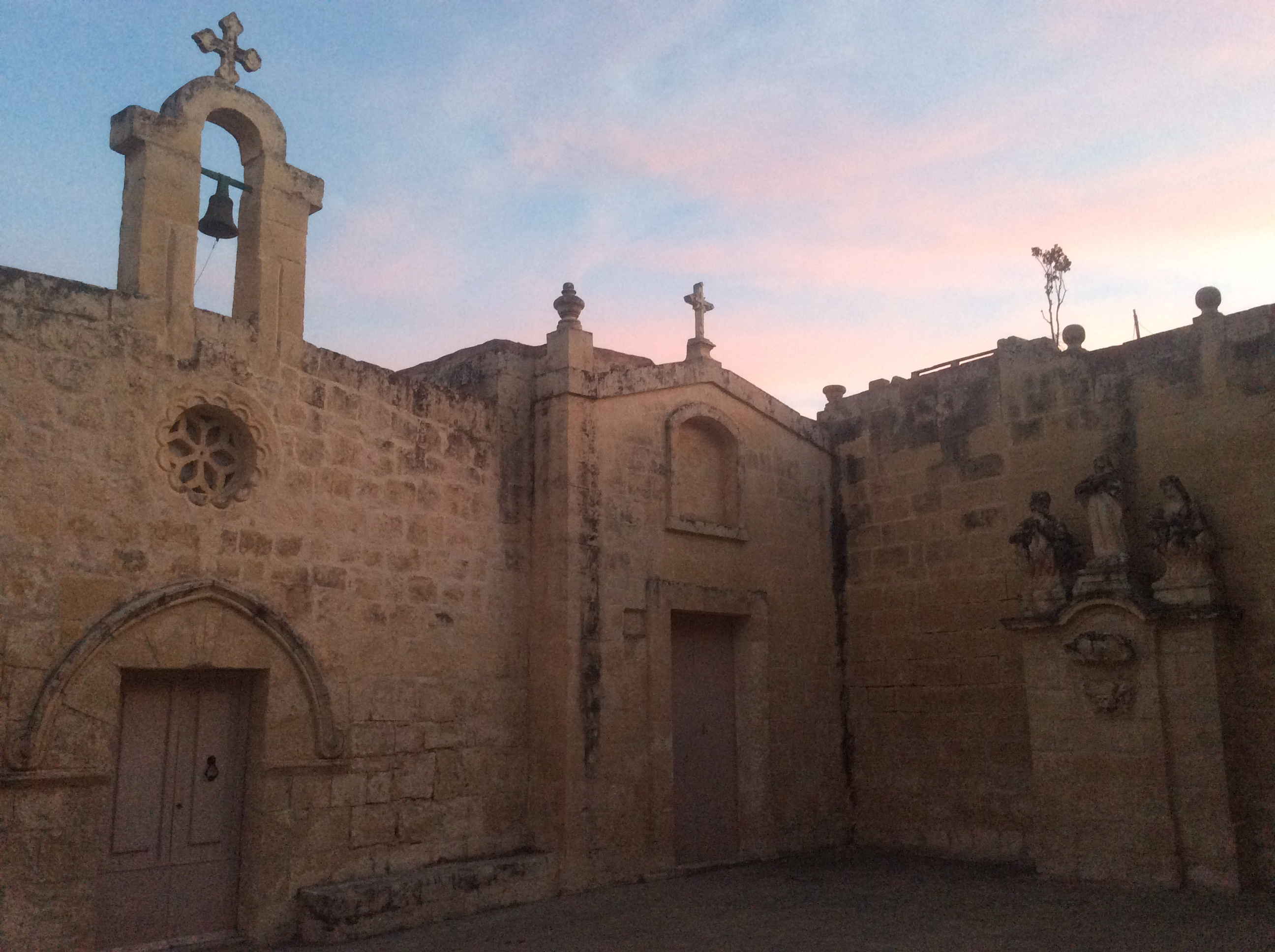
Cappelle di San Basilio e san Michele
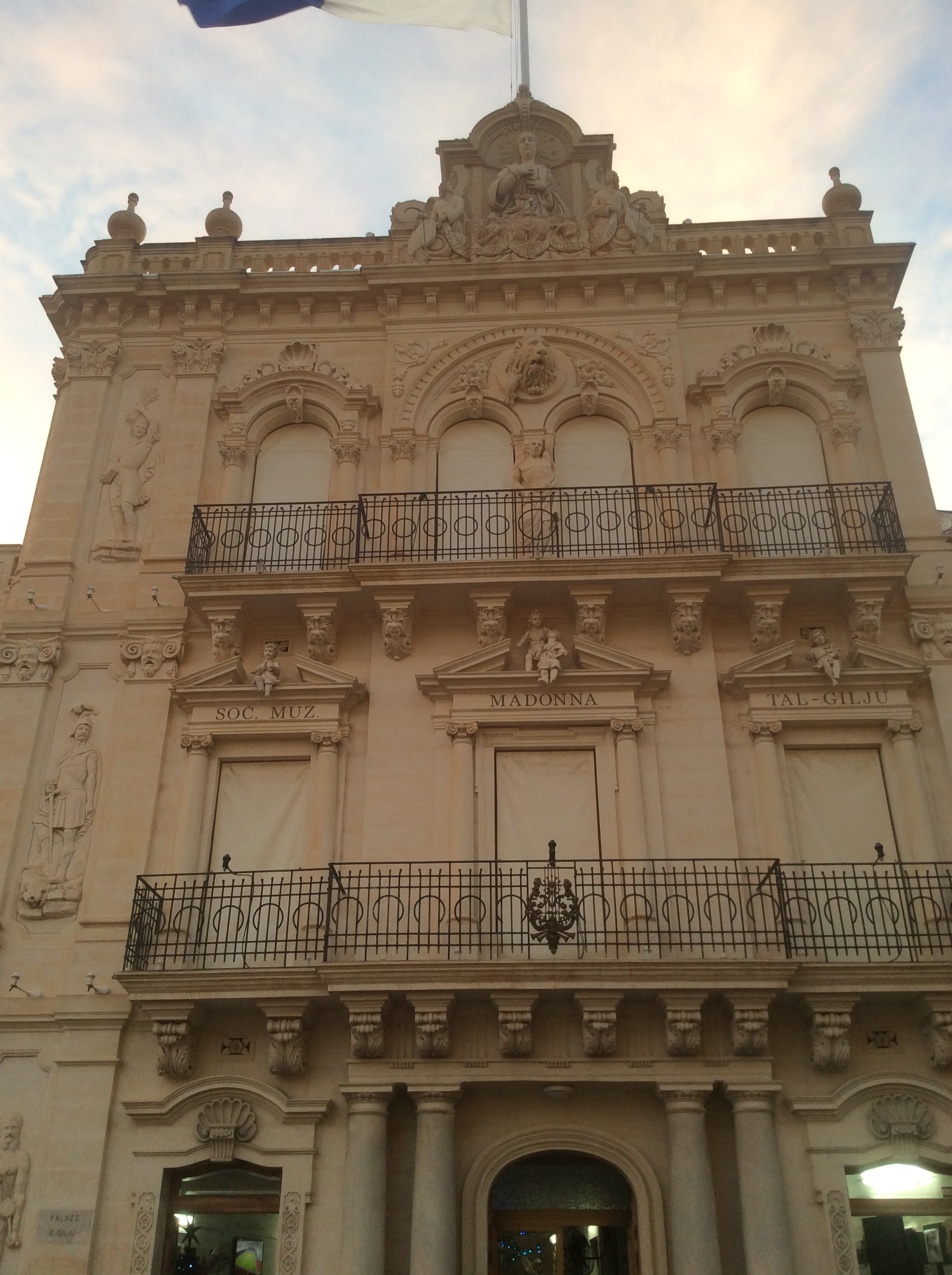
Palazzo Il-Gilju
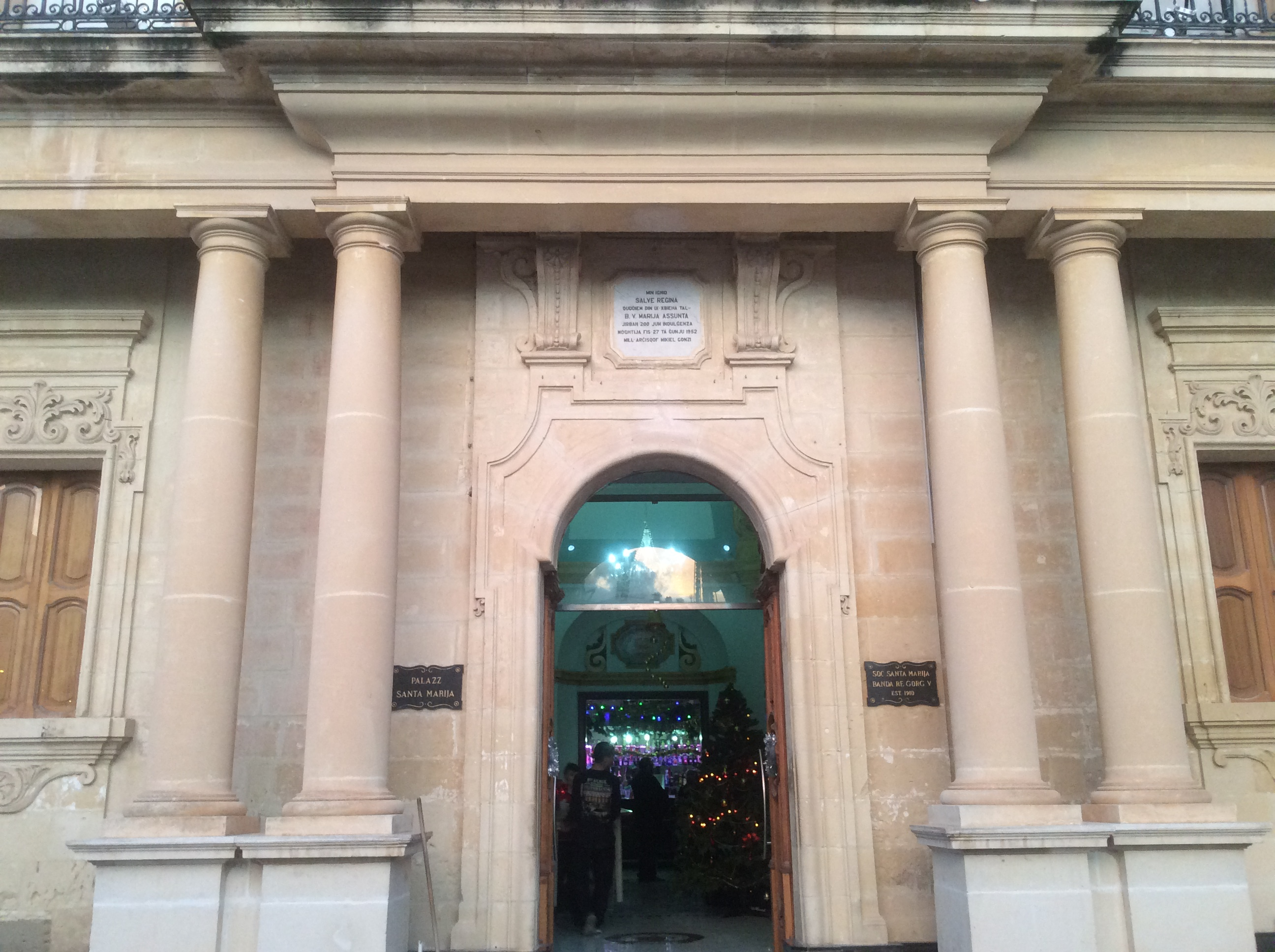
Palazz Santa Marija
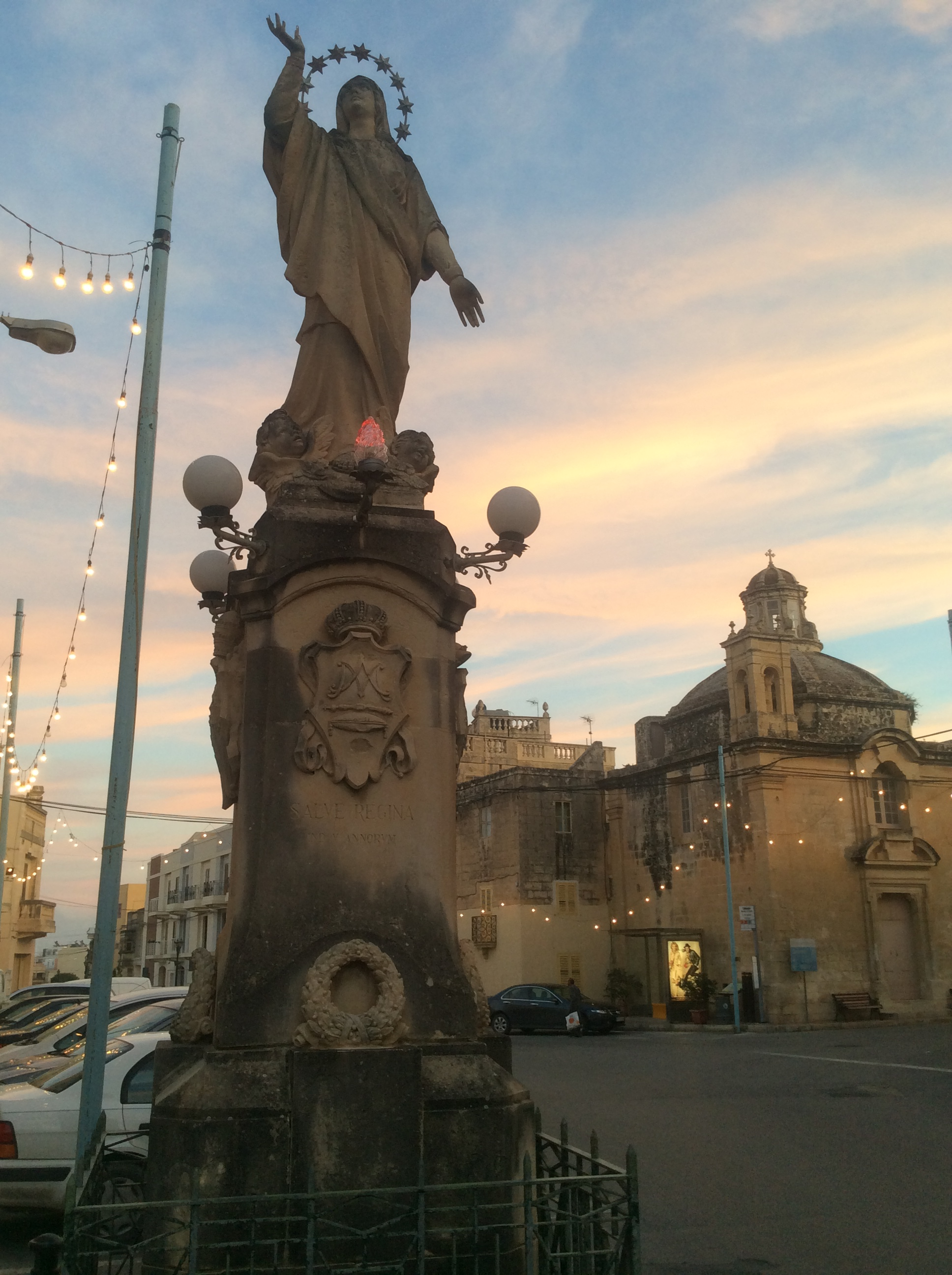
Nicchia e cappella di Santa Caterina
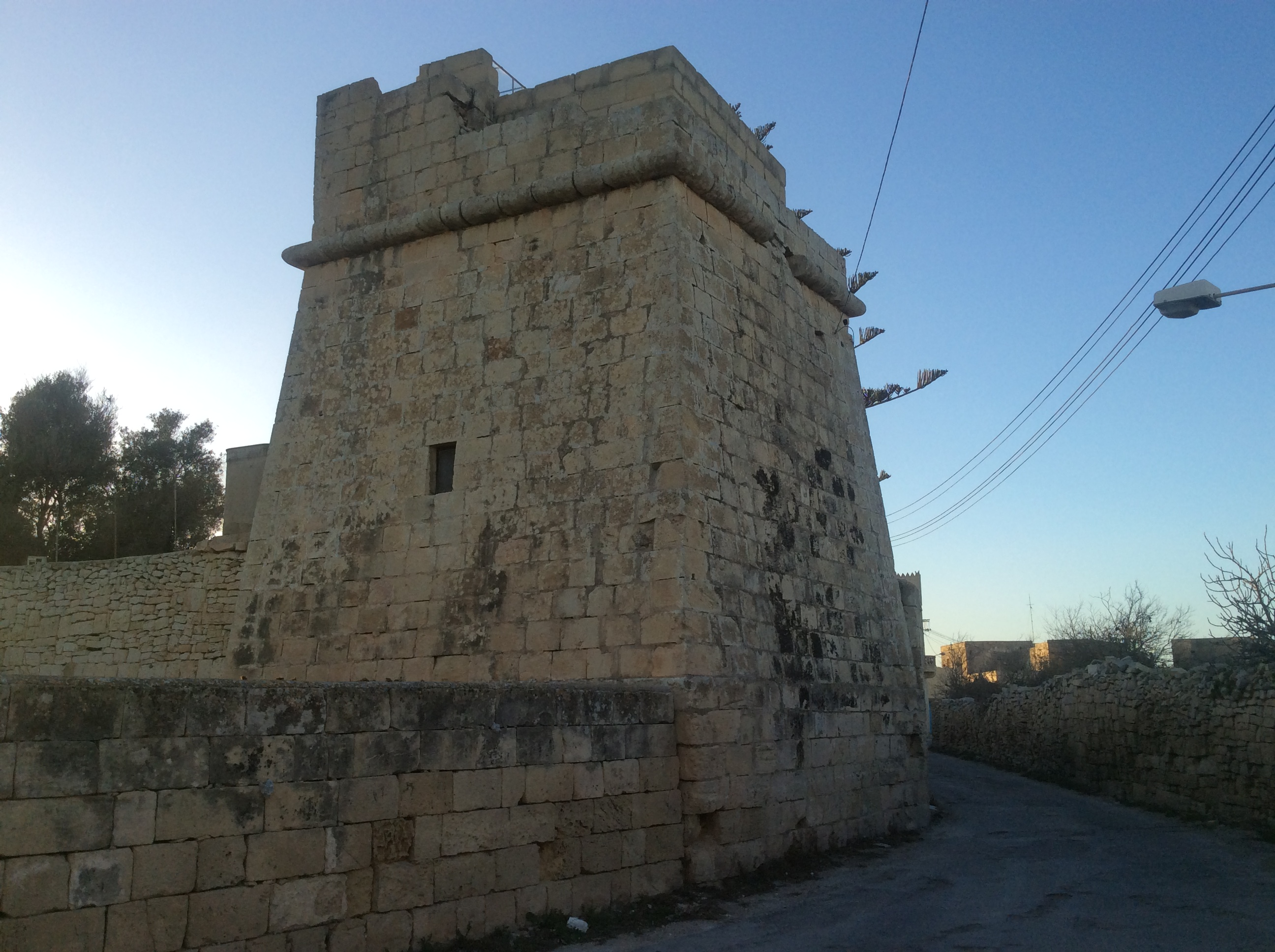
Torre Vincenti
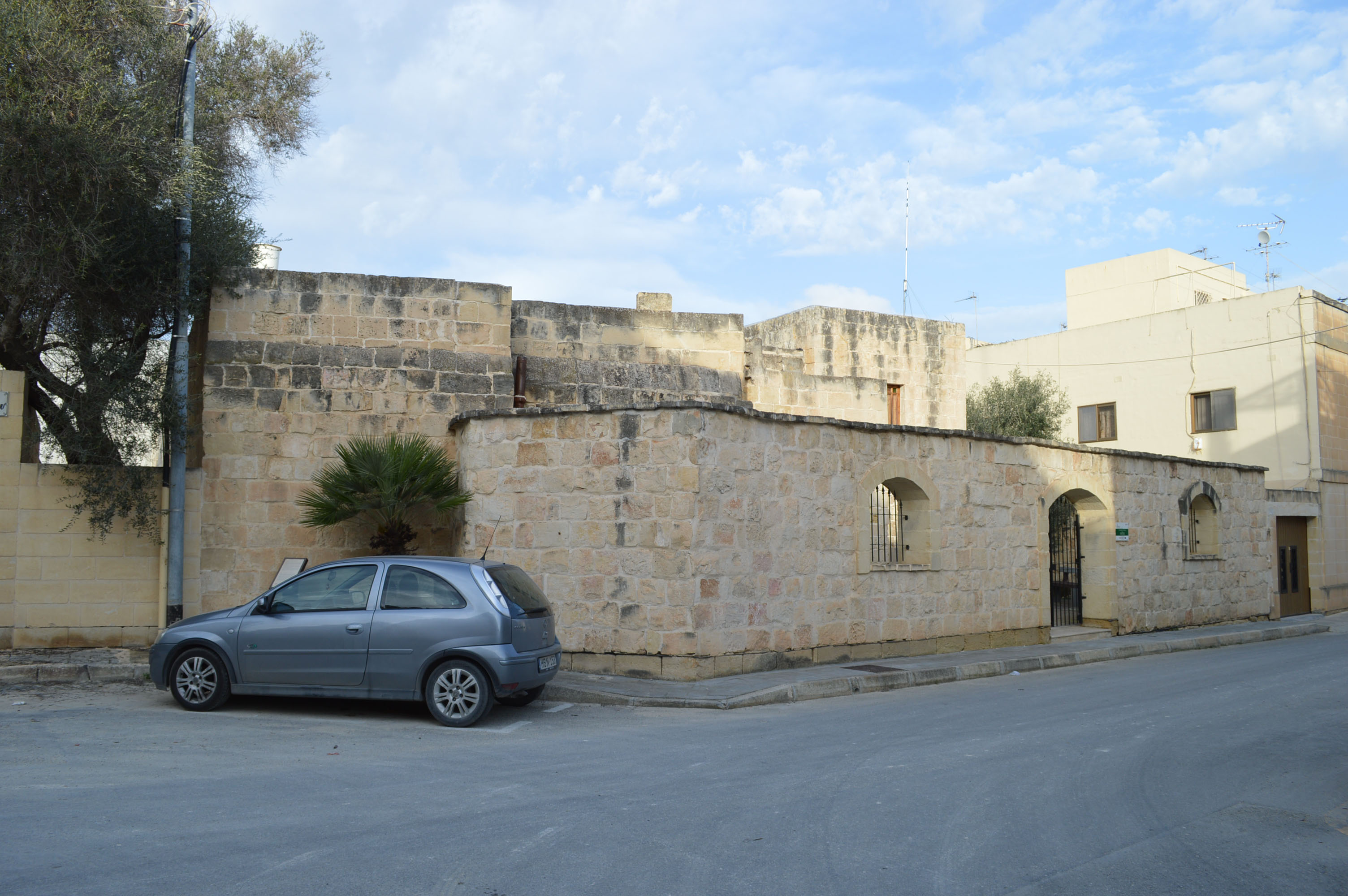
Old Hospital
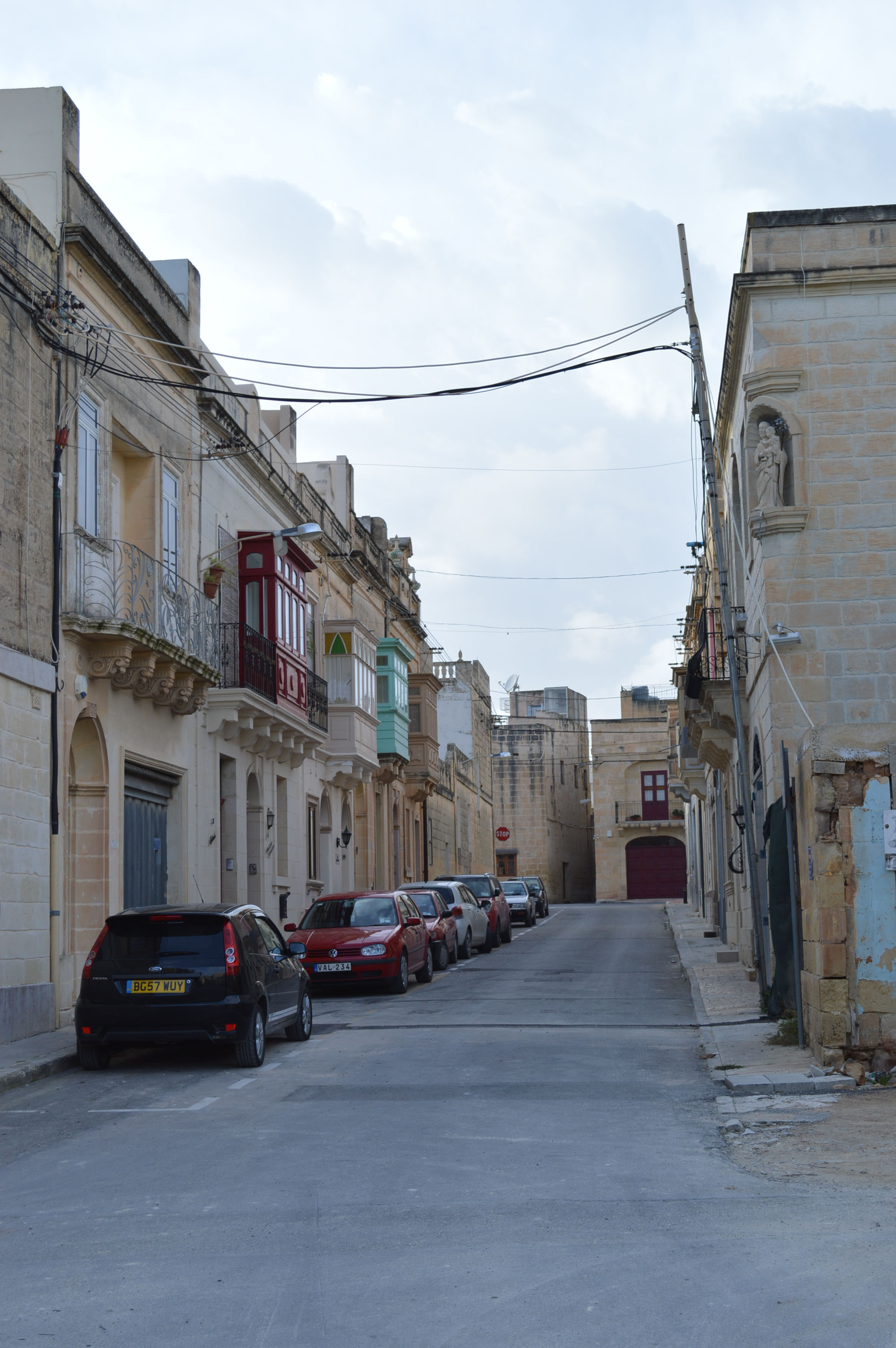
Triq San Innoċenzju
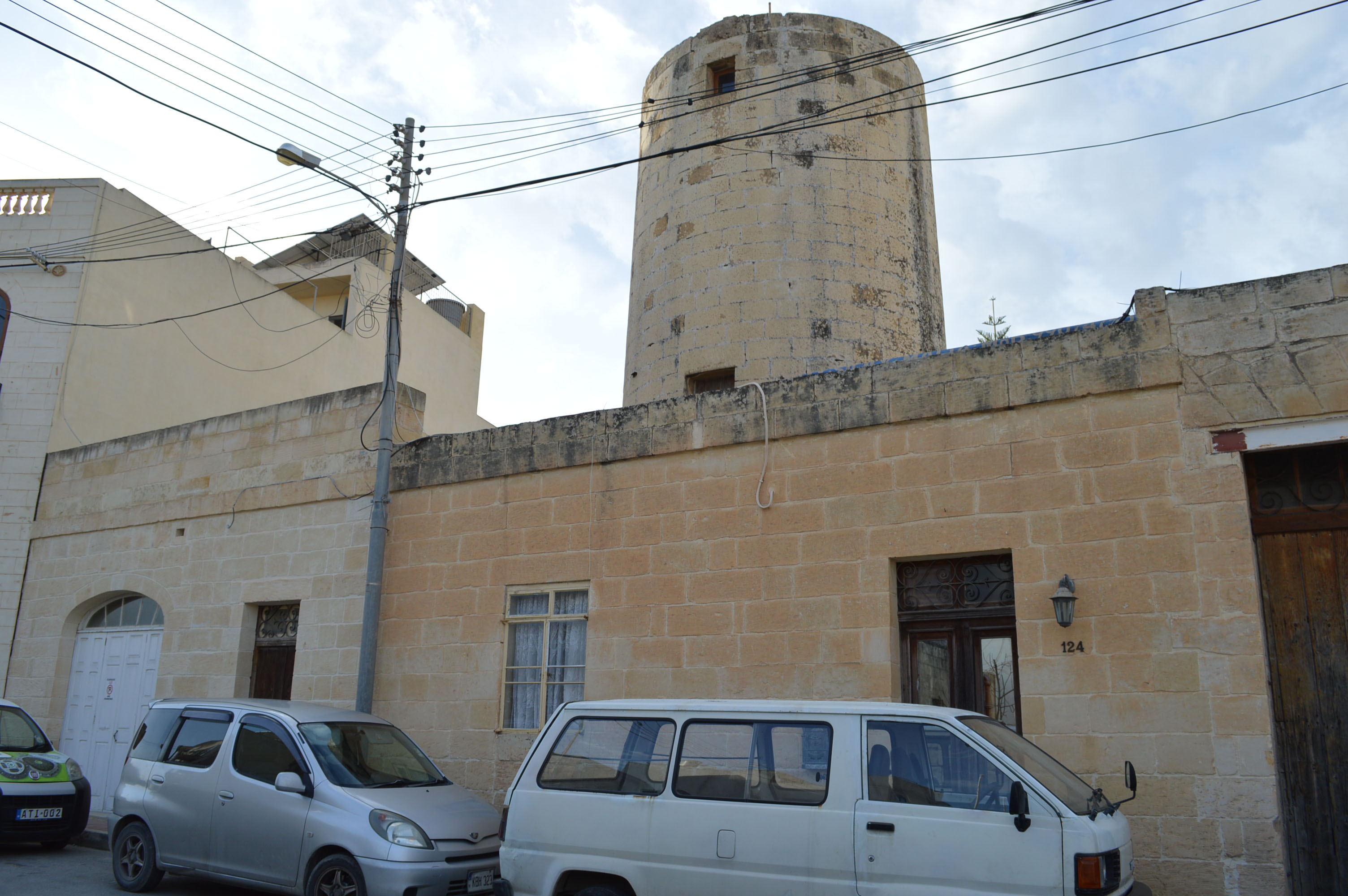
Tar-Rith Windmill
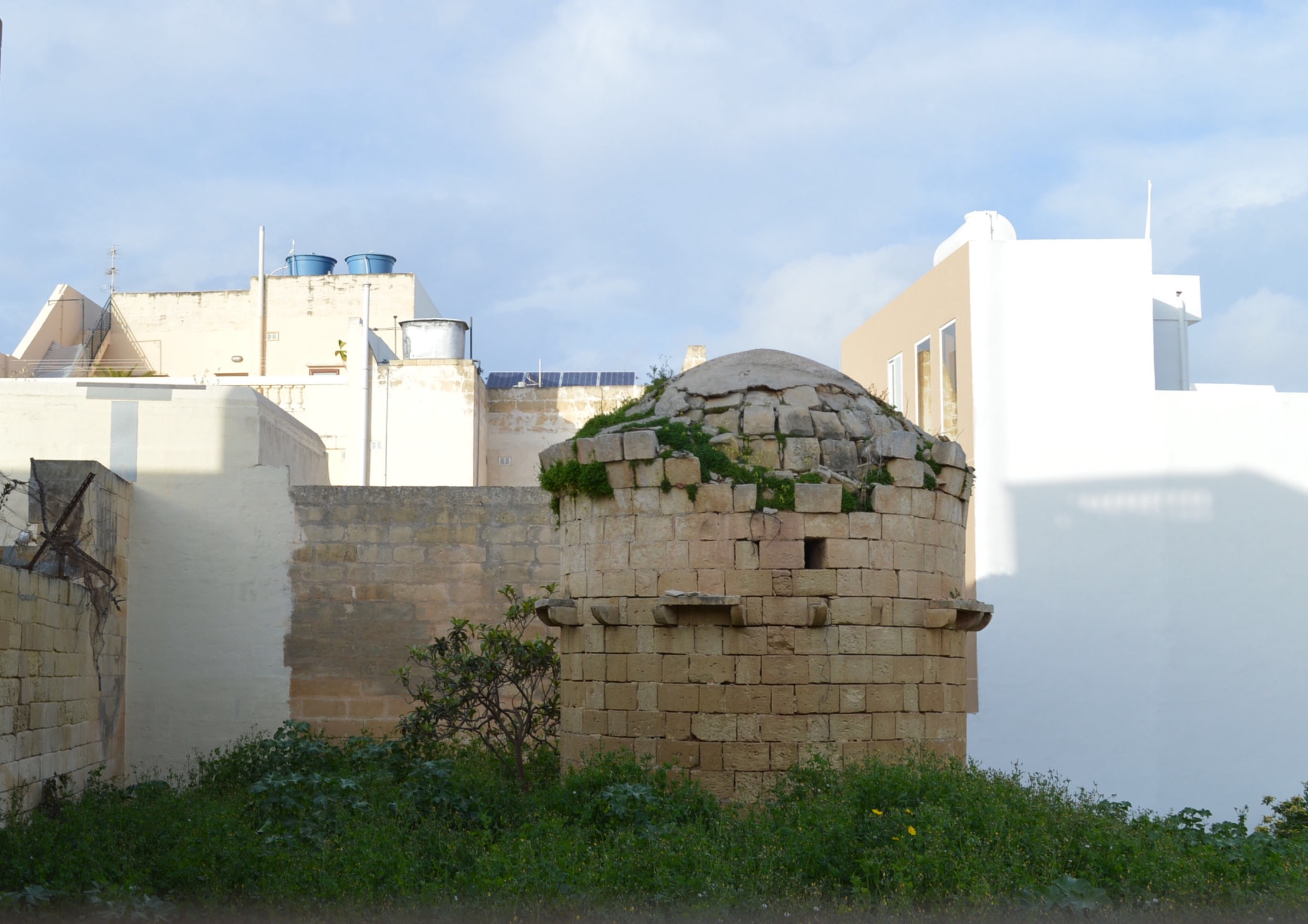
Triq iċ-Ċavi/ Triq Santa Marija
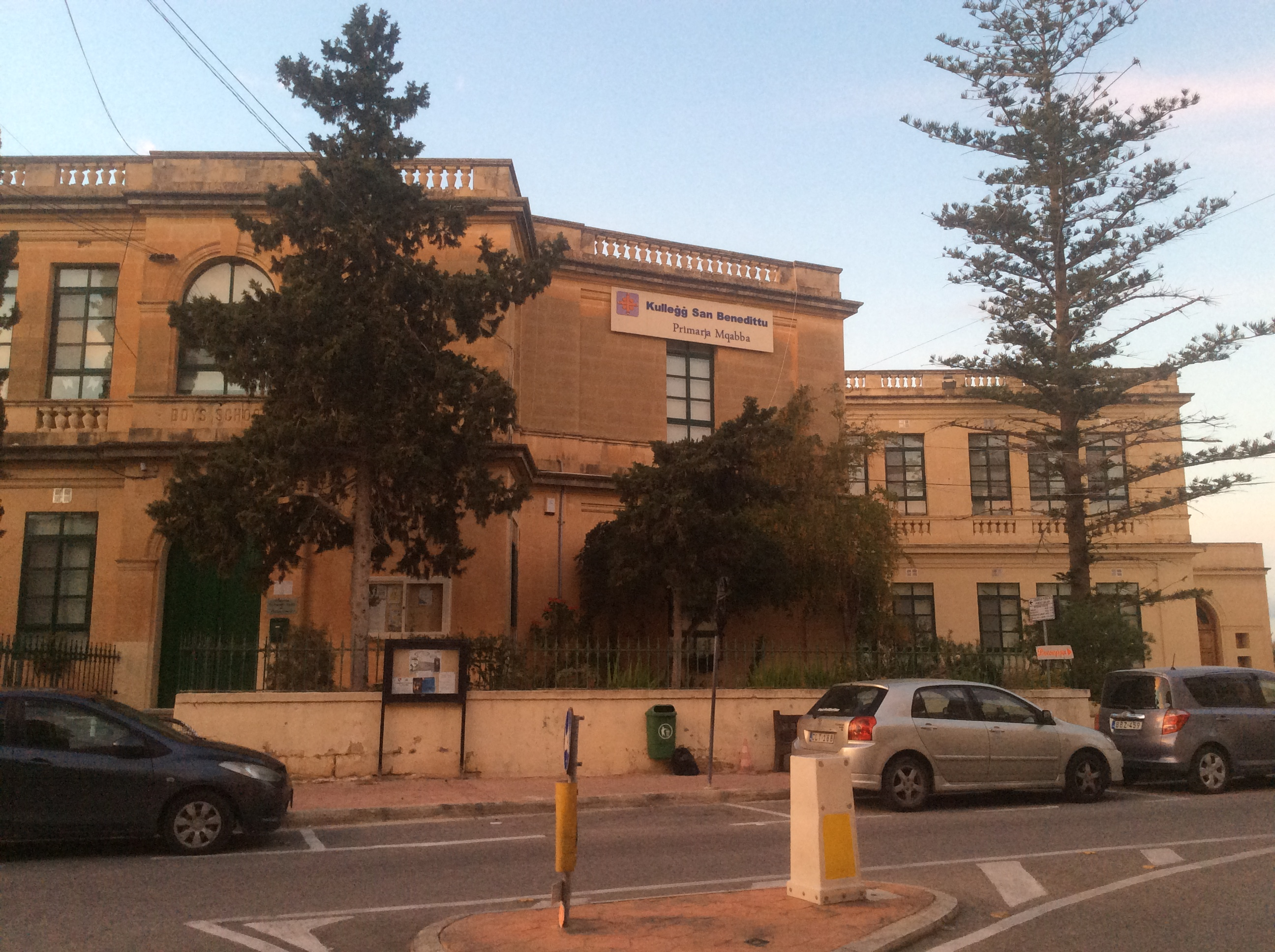
Scuola elementare
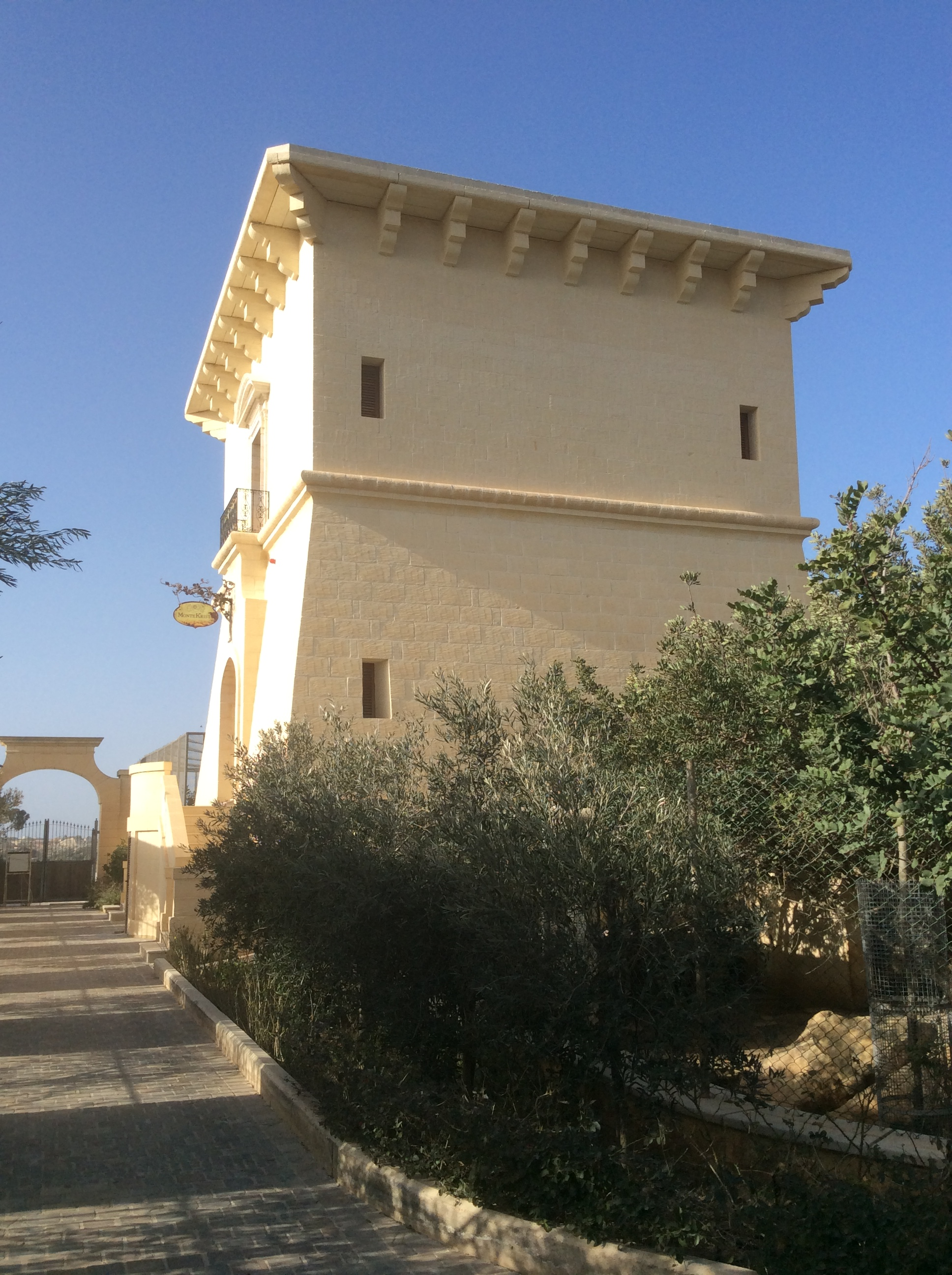
Torri Falkun at Montecristo Estates (torri De Redin)
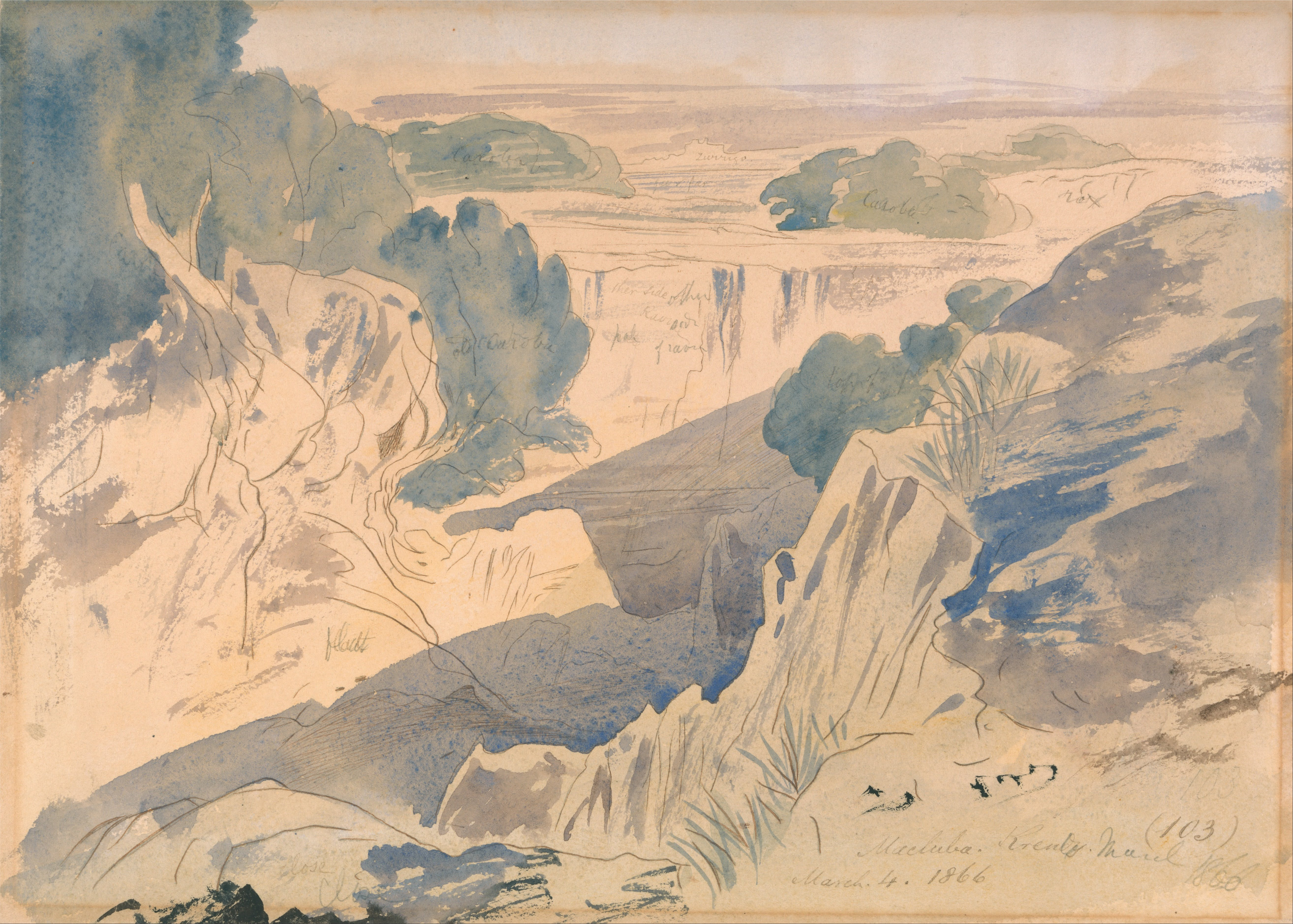
Edward Lear - Mqabba, Qrendi